# José Luis Dibildox Martínez
José Luis Dibildox Martínez (Matehuala, San Luis Potosí; 20 de julio de 1943-Tampico, Tamaulipas; 31 de agosto de 2018) fue un obispo católico mexicano.
Fue ordenado sacerdote en 1968 y sirvió en la arquidiócesis de San Luis Potosí. El 20 de diciembre de 1993 fue nombrado por el papa Juan Pablo II obispo de la Tarahumara, donde sirvió hasta 2003, cuando el mismo papa le nombró como obispo de Tampico, donde sirvió hasta el 20 de julio de 2018, cuando fue aceptada su renuncia por el papa Francisco debido a su grave enfermedad y al cumplirse la edad canónica de renuncia de 75 años.